# Agapetus komanus
Agapetus komanus là một loài Trichoptera trong họ Glossosomatidae. Chúng phân bố ở miền Cổ bắc.